# Bigby Wolf
Bigby Wolf es un personaje ficticio de la serie estadounidense de cómics Fábulas, publicada por DC Comics y su sello alternativo Vertigo. El personaje aparece por primera vez en Fábulas #1 (julio de 2002) y fue creado por Bill Willingham y Lan Medina. Suele ser el personaje principal del elenco de Fábulas y es el protagonista central de Fables: Werewolves of the Heartland y Fables: The Wolf Among Us, adaptación al cómic del videojuego de 2013 The Wolf Among Us.
En la serie, Bigby Wolf es un miembro de la comunidad de "fábulas", personajes fantásticos de cuentos de hadas y folclore que formaron una sociedad clandestina hace siglos en la ciudad de Nueva York, conocida como Villa Fábula (Fabletown), después de que sus tierras natales fueran conquistadas por un enemigo misterioso y mortal conocido como "el Adversario". Bigby es la encarnación del Lobo Feroz, un personaje lobuno malvado presente en varios cuentos con moraleja tales como los cuentos de los hermanos Grimm (Caperucita Roja, Pedro y el lobo y Los tres cerditos) así como en algunas de las fábulas de Esopo. Efectivamente inmortal, como la mayoría de las Fábulas, Bigby es capaz de cambiar entre forma humana, forma de criatura híbrida teriántropa parecida a un lobo, y forma de lobo gigante. Tras obtener la capacidad de cambiar de forma y ser perdonado por sus actos pasados, Bigby asumió el papel de sheriff de Villa Fábula, y en los siglos siguientes ha conservado casi siempre su forma humana e intenta dejar atrás su oscuro pasado como predador peligroso.
Bigby Wolf ha recibido una acogida positiva por su compleja caracterización como figura antiheroica, y la crítica lo considera el personaje más parecido a un protagonista dentro de la serie Fábulas. La iteración de Bigby en el videojuego The Wolf Among Us también fue bien recibida.

## Concepto y diseño
Bigby Wolf aparece por primera vez en el capítulo uno del primer arco argumental de Fábulas, titulado "Old Tales Revisited", que ha sido recopilado en el libro de bolsillo Fables: Legends in Exile. La historia gira en torno al misterio del aparente asesinato de Rose Red, en el que su novio Jack Horner le dice a Bigby que ella ha sido asesinada. Bigby informa a la hermana de Rose, Snow White, y luego procede a investigar la escena del crimen como sheriff de Villa Fábula. En estas primeras apariciones, el cuerpo musculoso de Bigby, su pelo desgreñado y su habitual ceño fruncido se asemejan a la interpretación que Hugh Jackman hace de Wolverine, el personaje de Marvel Comics. El diseño visual de Bigby evoca un aire de film noir, e invita a comparaciones con el personaje de Harry el Sucio, de Clint Eastwood, y con diversos personajes de detectives privados interpretados por Humphrey Bogart: luce una constante barba de tres días, es fumador compulsivo y viste una gabardina beige con la corbata desanudada sobre la camisa de vestir, que a su vez está remangada.
"En el fondo, Bigby es un monstruo. El Bigby civilizado es una coraza en torno a él, cuyo propósito es impedir que el monstruo salga. Pero a veces, las corazas se rompen." —Bill Willingham acerca de Bigby Wolf.
Como personaje inspirado en el arquetipo del héroe cultural forajido, Bigby comparte rasgos más parecidos a los de Jesse James o Robin Hood que a los tradicionales de los cuentos de hadas. Bigby es descrito principalmente como un defensor de lo que cree que es correcto, que nunca se ha tomado la ley demasiado estrictamente sino que ha demostrado estar dispuesto a saltarse sus propias reglas. Aunque Bigby se resiste a la típica representación binaria de hombre y animal, la serie comienza siguiendo una trayectoria de transformación hombre/animal bastante típica para su arco de personaje.
El equipo creativo de la serie de cómics, Mark Buckingham y Bill Willingham, confirmó que Bigby comenzó con una personalidad malévola como parte de su historia de origen, pero su fascinación por Blancanieves y su deseo de protegerla fue un punto de inflexión para su personaje. El continuo viaje personal de Bigby hacia la redención, tal y como se representa en la serie, se intercala constantemente con múltiples oportunidades para volver a su naturaleza bestial y violenta, que nunca está completamente ausente según Buckingham y Willingham. Su constante lucha interna por mantener a raya su verdadera naturaleza se considera necesaria para que pueda coexistir en paz con otros seres dentro de su comunidad, y es la única forma de que una criatura como él encuentre la redención y el perdón. Aunque desempeña un papel decisivo en la protección de Villa Fábula frente a diversas amenazas, a menudo aterroriza a las mismas personas a las que protege debido al conocimiento que tienen de su pasado oscuro.
Bigby es el protagonista central de una novela gráfica derivada, Fables: Werewolves of the Heartland, que sigue al personaje en su búsqueda de un nuevo hogar en nombre de Villa Fábula. Bigby aparece en el crossover Batman vs. Bigby! A Wolf in Gotham, publicado por DC Comics entre septiembre de 2021 y febrero de 2022.

## Biografía de personaje ficticio
Tras dejar atrás su pasado violento, Bigby se convirtió en el sheriff fumador y con gabardina de Villa Fábula. Es extremadamente astuto e ingenioso, además de un excelente detective. Debido a la posesión por parte de Snow White de un cuchillo contaminado con licantropía, ahora es un hombre lobo y puede cambiar a voluntad entre la forma de lobo, la forma humana y una etapa intermedia de "hombre lobo". Es hijo del Viento del Norte, de donde procede su legendaria habilidad de "soplar y resoplar", así como su control sobre los vientos inferiores. En "The Great Fables Crossover", se revela que la naturaleza de Bigby como uno de los hijos del Viento del Norte también le permite cambiar de forma a voluntad. A pesar de estar rehabilitado, Bigby puede ser despiadado si cree que la situación lo requiere.
Entabla una relación sentimental con Snow White y tienen una camada de siete hijos juntos. Renuncia a su puesto de sheriff debido a la elección del Príncipe Encantador como alcalde, a quien Bigby desprecia, y se marcha de Villa Fábula. Tras regresar, se casa con Snow y se va a vivir con ella y sus cachorros en un terreno especialmente reservado de La Granja. En "The Destiny Game", Bigby obliga a La Dama del Lago a cambiar su destino: nunca envejecerá, pero seguirá creciendo en fuerza y poder; se enamorará de Snow White; engendrará siete hijos que se convertirán en dioses y monstruos que arrasarán mundos; y morirá siete veces, viviendo más que todos sus cachorros. Hasta ahora, se desconoce cuántas veces ha muerto Bigby.
Con el tiempo, Bigby encuentra su fin a manos del príncipe Brandish, que lo convierte en una estatua de cristal y luego la destruye. Mientras los residentes del piso 13 intentan recomponerlo con la esperanza de revivirlo, la señora Sprat retira una parte de su cuerpo de cristal. Bigby aparece en su cielo personal, donde se encuentra con Boy Blue y su hijo. Boy Blue le dice que, aunque puede volver al mundo de los vivos, sería una tarea titánica. Blue afirma que Bigby estaba destinado a ser uno de los grandes destructores, pero que su destino se vio alterado debido a su amor por Snow White. Bigby acaba reviviendo, pero en un estado salvaje. En el arco final mata a varios oficiales mundis, junto con Ozma, Beast y Thrushbread. No está claro si este estado se debe a las acciones de la señora Sprat o al desafío del que habló Boy Blue, pero la narración de Winter sugiere lo primero. Bigby vuelve a la normalidad cuando Conner le planta cara. Él y Snow viven felices para siempre y tienen muchos descendientes.

## En otros medios
Bigby Wolf es el protagonista de The Wolf Among Us, una aventura gráfica que se juega desde una perspectiva en tercera persona. La voz de Bigby pertenece a Adam Harrington, que también da voz al Leñador de Caperucita Roja, el eterno rival de Bigby.
Los jugadores controlan a Bigby mientras éste investiga los brutales asesinatos de personajes de cuentos de hadas y desvela poco a poco el misterio del asesino de Villa Fábula. Al explorar un entorno, Bigby puede interactuar con objetos y hablar con personajes no jugadores (NPC), muchos de los cuales son personajes consagrados de la serie, como Snow White, el Leñador y la Bella Durmiente. Las opciones de diálogo elegidas durante las conversaciones pueden tener un efecto positivo o negativo en la forma en que otros personajes ven a Bigby, y sus percepciones tienen consecuencias de largo alcance que influyen en los acontecimientos futuros de la narración. Algunas escenas están más orientadas a la acción, lo que somete a Bigby a una serie de quick time events (QTE o "eventos de tiempo rápido") a los que los jugadores deben reaccionar.
La narrativa ramificada del videojuego fue adaptada y racionalizada en una única línea argumental canónica como Fables: The Wolf Among Us, cuyo primer número salió a la venta el 10 de diciembre de 2014, publicado por Vertigo Comics. Fue escrito por Matthew Sturges y Dave Justus, y sirve como una historia precuela canónica de la serie de cómics. La serie concluyó el 3 de noviembre de 2015 y se recopiló como Fables: The Wolf Among Us Vol. 1.
Bigby es el personaje principal de la próxima secuela The Wolf Among Us 2, que retomará los acontecimientos posteriores al primer juego, aunque seguirá siendo una precuela de la serie de cómics. Se espera que Harrington vuelva a interpretar al personaje. El juego está siendo desarrollado por LCG Entertainment, conocida como Telltale Games, en asociación con AdHoc Studio, formado por antiguos empleados de Telltale Games.

## Acogida
Bigby Wolf ha sido recibido positivamente por la crítica. Algunas fuentes consideran que Bigby es lo más parecido a un protagonista que tiene la serie Fábulas (conocida por su amplio elenco de personajes) debido al papel central que desempeña en gran parte de la narración.
Kannenberg considera que la descripción inicial de Bigby como un cínico detective con gabardina y fumador empedernido en sus primeras apariciones añade un convincente toque noir a la historia. IGN eligió a Bigby como uno de sus personajes favoritos de Fábulas, describiéndolo como "el Wolverine y Cíclope del equipo de Fábulas, todo en uno", y "probablemente el hombre de familia más improbable de todo el universo de Fábulas", lo que aumenta su atractivo como personaje principal.
Justin Clark, de GameSpot, describió a Bigby como un Wolverine "brusco, frío y melancólico" que viste la gabardina de Sam Spade, destacando su parecido físico con el personaje James "Sawyer" Ford, de la serie Lost, y que sus "fechorías pasadas pesan sobre él constantemente". Aunque en última instancia es un personaje maleable por naturaleza, consideró que la iteración de Bigby en el videojuego es un "personaje diferente, más ligero y más humano", incluso teniendo en cuenta las crueles decisiones que el jugador pueda tomar en la piel de Bigby.
David Hinkle, de Engadget, elogió la "embriagadora" mezcla de temas maduros como la penitencia y la redención con la magia de los cuentos de hadas y las supersticiones como parte del arco del personaje de Bigby. Asimismo, señaló que Bigby no es ni benévolo ni malévolo y que se encuentra en un punto intermedio en cuanto a moralidad, mostrando empatía unas veces y provocación intencionada otras.
Josiah Harrist, de Killscreen, opina que Bigby "ocupa el centro de atención como el antihéroe aparentemente irredimible que busca la redención" y que es irónico que "el monstruo más grande y malo de Villa Fábula sea el que mantiene la paz". Ozzie Mejía, de Shacknews, definió a Bigby como "un personaje interesante y multidimensional" que puede convertirse en "un despiadado vengador" o en un individuo con "un corazón de oro bajo su tosco exterior", dependiendo de la elección del jugador.
Bigby Wolf, de The Wolf Among Us, fue nombrado Personaje Más Memorable en los Premios Juego del Año 2014, de New Game Network. Adam Harrington fue nominado en 2014 a los premios Premios BAFTA de Videojuegos por su interpretación de Bigby Wolf en la categoría de "Historia e Intérprete" y a los premios de la Academia Nacional de Críticos de Videojuegos (National Academy of Video Game Trade Reviewers o NAVGTR) en la categoría de "Interpretación en un Drama, Personaje Principal".
Tras el anuncio inicial de una secuela de The Wolf Among Us en julio de 2017, Alex Walker, de Kotaku, expresó su preferencia por una historia que girara más en torno a los deseos de Bigby, en contraposición a Snow White o a las intrigas políticas de Villa Fábula que dominaban la narrativa del primer juego.

### Análisis
En su ensayo Negociación de la masculinidad en tiempos de guerra en la obra Fábulas de Bill Willingham (Negotiating Wartime Masculinity in Bill Willingham's Fables), Mark C. Hill describió la caracterización de Bigby como "en parte detective intransigente, en parte soldado, en parte antihéroe", y que su papel como protector de Villa Fábula suponía un cruce ecléctico entre "sheriff de pueblo y maestro-del-espionaje clandestino". Además, señaló que el estereotipo de detective de Hollywood de Bigby no es más que un aspecto de la disparidad de relatos y siglos de ideologías culturales que conforman la historia personal del personaje. Hill asoció a Bigby con los estudios sobre el patrón del viaje del héroe de Joseph Campbell al ser un forastero marcado con poderes sobrenaturales desde su nacimiento, con la leyenda de Beowulf por su capacidad para asumir la forma alternativa de una criatura parecida a un hombre lobo, y con la política de conflicto y guerra que rodea la creación de la serie Fábulas por el historial de la vida militar del personaje y su implicación en una trama de contrainsurgencia. Hill argumentó que el personaje sirve de "margen liminal", un concepto desarrollado originalmente por Homi K. Bhabha, "donde los discursos narrativos pedagógicos, nacionalistas y resistentes construyen, maniobran y negocian la identidad".
Claudia Schwabe coincidió con la observación de Hill de que la masculinidad y el heroísmo de Bigby se ven reforzados por su implicación en el conflicto militar. También puso en tela de juicio su argumento de que el arco narrativo de "War Stories" no cuestiona ni pone en tela de juicio el valor, el deber o la rectitud del esfuerzo bélico de Estados Unidos, sino que glorifica la memoria cultural del héroe-soldado masculino en una guerra por la que merece la pena luchar, y llamó la atención sobre lo que ella percibe como la naturaleza subversiva de la segunda parte del arco narrativo, que presenta la cuestión de la monstruosidad o la "otredad" frente al mal. Señaló que Bigby, una criatura sobrenatural con forma de hombre lobo que vive en Estados Unidos, acaba haciéndose amigo de su "enemigo", una versión creada por los nazis del clásico monstruo de Frankenstein que en realidad no alberga intenciones hostiles hacia Bigby, después de que éste fuera engañado para decapitar a la criatura, afirmando que el desenlace del arco argumental demuestra la voluntad de la serie de desafiar la imaginación de los lectores de que los monstruos clásicos y las criaturas de los cuentos de hadas son seres malvados. En su opinión, la serie Fábulas demuestra que todos los actos malvados pueden perdonarse y que cualquier personaje malvado puede encontrar la redención si está dispuesto y es capaz de intentarlo.
En su libro A Tour of Fabletown: Patterns and Plots in Bill Willingham's Fables, Neta Gordon apuntó que se introdujeron nuevos elementos del personaje de Bigby en los últimos arcos argumentales de la serie, donde a menudo se le representa como un padre interesado, cuidadoso y protector. Gordon opina que el carácter paternal de Bigby aumenta su función como "proveedor de masculinidad en tiempos de guerra", y que es "inusualmente rico" si se compara con los padres convencionales de los cuentos de hadas y el folclore. En el último volumen de Fábulas, la importancia de Bigby en la narración de la serie se reduce considerablemente, actuando sobre todo como compañero doméstico de Snow White.
La posibilidad de que Bigby desate su ira y rabia contra otros personajes en The Wolf Among Us ha sido objeto de debate y análisis. Brian Albert, de IGN, comparó a Bigby con Lee Everett, del videojuego de The Walking Dead, y opinó que, a diferencia de Lee, la reputación de Bigby domina sus conversaciones, su trabajo y sus relaciones, y nunca tiene la oportunidad de ser visto como una persona nueva. Durante su partida, Albert se sintió incómodo proyectando sus puntos de vista personales sobre lo que él cree que es un personaje definido, y como resultado llegó a apreciar el poder de la narrativa del juego. En este contexto, consideró que las circunstancias de Bigby justifican los momentos en los que se le permite abrazar su naturaleza oscura y hacer daño a otros personajes.
G. Christopher Williams, de PopMatters, mostró su diversión ante la posibilidad de que Bigby (a discreción del jugador) tomara represalias contra personajes no jugadores por su uso indebido y misógino de la palabra "perra", que literalmente significa perro hembra, como forma de insulto. Williams argumentó que Bigby tiene el potencial de convertirse en una "herramienta instructiva para quienes se preocupan por la misoginia casual", así como por "el tipo de efecto adormecedor que el lenguaje usado en exceso tiene sobre sus significados e implicaciones".